# Pterogramma poeciloptera
Pterogramma poeciloptera är en tvåvingeart som först beskrevs av Malloch 1925.  Pterogramma poeciloptera ingår i släktet Pterogramma och familjen hoppflugor.
Artens utbredningsområde är Costa Rica. Inga underarter finns listade i Catalogue of Life.